# Le Torrent et la Rivière
Le Torrent et la Rivière est la vingt-troisième fable du livre VIII de Jean de La Fontaine, situé dans le second recueil des Fables de La Fontaine, édité pour la première fois en 1678. C'est un apologue où l'argumentation est cachée puisque le Torrent symbolise l'homme et la Rivière la femme. La fable est inspirée d'une fable d'Ésope.

## Texte de la fable
Avec grand bruit et grand fracas

Un Torrent tombait des montagnes :

Tout fuyait devant lui ; l’horreur suivait ses pas ;

Il faisait trembler les campagnes.

Nul voyageur n’osait passer

Une barrière si puissante :

Un seul vit des voleurs, et se sentant presser,

Il mit entre eux et lui cette onde menaçante.

Ce n’était que menace, et bruit, sans profondeur ;

Notre homme enfin n’eut que la peur.

Ce succès lui donnant courage,

Et les mêmes voleurs le poursuivant toujours,

Il rencontra sur son passage

Une Rivière dont le cours

Image d’un sommeil doux, paisible et tranquille

Lui fit croire d’abord ce trajet fort facile.

Point de bords escarpés, un sable pur et net.

Il entre, et son cheval le met

À couvert des voleurs, mais non de l’onde noire :

Tous deux au Styx allèrent boire ;

Tous deux, à nager malheureux

Allèrent traverser au séjour ténébreux,

Bien d’autres fleuves que les nôtres.

Les gens sans bruit sont dangereux ;

Il n’en est pas ainsi des autres.
— Jean de La Fontaine, Fables de La Fontaine, Le Torrent et la Rivière, texte établi par Jean-Pierre Collinet, Fables, contes et nouvelles, Gallimard, « Bibliothèque de la Pléiade », 1991, p. 334